# لويس ولفسون
لويس ولفسون (بالإنجليزية: Louis Wolfson)‏ هو كاتب أمريكي، ولد في 1931 في نيويورك في الولايات المتحدة.